# Scymnus jakowlewi
Scymnus jakowlewi – gatunek chrząszcza z rodziny biedronkowatych. Zamieszkuje północ Palearktyki.

## Taksonomia
Gatunek ten opisany został po raz pierwszy w 1892 roku przez Juliusa Weisa.

## Morfologia
Chrząszcz o szeroko-owalnym ciele długości od 2 do 2,8 mm, gęsto porośniętym szczecinkami o barwie białej lub żółtej. U samców głowa jest zwykle brunatnawa, u samic zaś czarna. Czułki zbudowane są z 11 członów. Przedplecze jest czarne, często z czerwonawo rozjaśnionymi przednią krawędzią i przednimi kątami. Wszystkie punkty na powierzchni przedplecza są takiej samej wielkości. Tło pokryw jest czarne. Na każdej występuje jedna plama o barwie jasnożółtej, pomarańczowej, czerwonej lub ciemniejszej i wówczas jest słabo widoczna. Plama ta jest okrągła, leży w tylnej połowie pokrywy i nie dochodzi nigdy do jej bocznego brzegu. Punkty na pokrywach są zwykle jednakowej wielkości, rzadko trafiają się pojedyncze punkty większe. Odnóża są rude, czasem z przyciemnionymi udami. Przedpiersie ma na wyrostku międzybiodrowym dwa żeberka. Na pierwszym z widocznych sternitów odwłoka (pierwszym wentrycie) występują niekompletne linie udowe, które łukiem osiągają niemal tylną jego krawędź i tam zanikają. Genitalia samca cechują się wygiętym i lekko rozszerzonym ku nasadzie w widoku bocznym prąciem oraz smukłym, długim i zakrzywionym wodzicielem prącia. 

## Rozprzestrzenienie
Gatunek palearktyczny, znany z Norwegii, Szwecji, Finlandii, północnoeuropejskiej i syberyjskiej części Rosji oraz Mongolii.